# Луиза Шарлотта Датская
Луи́за Шарло́тта Да́тская (дат. Louise Charlotte af Danmark; 30 октября 1789, Кристиансборг, Копенгаген, Дания — 28 марта 1864, Амалиенборг, Копенгаген, Дания) — принцесса датская; супруга принца Вильгельма Гессен-Кассельского; прабабушка императора России Николая II, короля Великобритании Георга V и некоторых других монархов.

## Биография
Луиза Шарлотта родилась во дворце Кристиансборг в Копенгагене в семье принца Фредерика и Софии Фридерики Мекленбург-Шверинской, дочери наследного принца Мекленбург-Шверинского Людвига и его супруги Шарлотты Софии Саксен-Кобург-Заальфельдской. В 1839 году после смерти двоюродного брата Фредерика VI её старший брат Кристиан Фредерик стал датским королём Кристианом VIII.
17 января 1844 года Ея Светлость Луиза Шарлотта была пожалована российским орденом Святой Екатерины большого креста.
Ландграфиня Луиза Шарлотта умерла 28 марта 1864 в дворце Кристиансборг.

## Брак
10 ноября 1810 года во дворце Амалиенборг Луиза Шарлотта вышла замуж за ландграфа Вильгельма Гессен-Кассельского. У них было четверо детей:
- принцесса Мария Луиза Шарлотта (9.05.1814 — 28.07.1895) — вышла замуж за принца Фридриха Августа Ангальт-Дессауского; имела три дочери, среди которых великая герцогиня Люксембургская Адельгейда Мария;
- принцесса Луиза Вильгельмина Фредерика Каролина Августа Юлия (7.09.1817 — 29.09.1898) — вышла замуж за принца Кристиана Шлезвиг-Гольштейн-Зонденбург-Глюксбургского, который в 1863 году стал королём Дании Кристианом IX; имели шесть детей, среди которых король Дании Фредерик VIII, король Греции Георг I, королева Великобритании Александра и императрица России Мария Фёдоровна;
- принц Фридрих Вильгельм (26.11.1820 — 14.10.1884) — служил в датской армии; был женат первым браком на великой княжне Александре Николаевне, имел в браке сына, умершего через два дня после рождения; после смерти Александры вступил во-второй брак с принцессой Марией Анной Прусской, имели шесть детей;
- принцесса Августа София Фредерика (30.10.1823 — 17.07.1899) — вышла замуж за барона Карлa Фридриха фон Бликсен-Финекке; в браке родилось два сына;
- принцесса София Вильгельмина (18.01.1827 — 20.12.1827) — умерла в младенчестве.